# Блейх, Галина Авраамовна
Галина Авраамовна Блейх (род. 28 марта 1957, Ленинград) — российская и израильская художница.

## Биография
Родилась 28 марта 1957 года в Ленинграде.
В 1981 году окончила Ленинградское Высшее Художественно-промышленное училище им. Мухиной.
С 1982 по 1987 г регулярно участвовала в нонконформистских выставках ленинградского Товарищества экспериментального искусства (ТЭИ). Участница одной из первых выставок художников-нонконформистов за рубежом «21 Artist from the Fellowship for Experimental Art» Exhibition (Route One Gallery, California, USA, 1988).
С 1988 года работает в жанре боди-арта. В 1992 году принимает участие в Международном фестивале перформанса в г. Костелец (Чехия), где показывает два боди-арт перформанса «Адам и Ева» и «Обратная сторона текста».
В 1993 году на российско-французском Фестивале поэзии награждается медалью «Вивризм — дело правое», учреждённой Владимиром Толстым (Париж), за перформанс «Окно в Европу в форме поэта и переводчика Василия Кондратьева».
С 1993 года живёт в Иерусалиме. В 1996 году была удостоена гранта Министерства культуры Израиля с возможностью полугодового пребывания в международном Центре искусств в Париже.
С 1996 года, совместно с Юлией Лагус, участвует в ряде выставок и фестивалей под артистическим псевдонимом Антро Ом (Antro Aum) (инсталляции, перформанс-арт, видеоарт). В 1996 году «дуэт» награждается дипломом фестиваля «Актуальное видео» за видеофильм «Инсталляция в Султановых прудах».
В настоящее время работает в жанре New Media Art.
Участница более 40 групповых и персональных выставок в России, Израиле, США, Франции, Англии, Германии, а также нескольких международных фестивалей перформанс-арта.
Участница международного Триеннале современного искусства (Осака, Япония, 2001), двух Московских международных биеннале современного искусства (2005 и 2007 гг.). Член Международной Ассоциации художников ЮНЕСКО.
Имеет свою студию дизайна (GalaStudio).
Работы находятся в Музее нонконформистского искусства (Санкт-Петербург, Россия), музее «Аушра» (Вильнюс, Литва) и в частных коллекциях более 10 стран мира.
Автор оригинал-макетов резонансных художественных альбомов Алека Д. Эпштейна «Искусство на баррикадах: „Pussy Riot“, „Автобусная выставка“ и протестный арт-активизм» и «Проект Виктора Бондаренко и Евгении Мальцевой „Духовная брань“: Борьба за новую жизнь в искусстве сакральных образов христианства», изданных в 2012 году организацией «Россия для всех» при участии «Kolonna publications».

## Выставки нон-конформистского искусства

### Персональные выставки
- 1991 — Галерея Leleco, Лондон, Великобритания.
- 2009 — Галерея Эфрат, Тель-Авив, Израиль.

### Международные выставки
- 2001 — Триеннале современного искусства. Осака, Япония.
- 2005 — 1-я Московская международная биеннале современного искусства.
- 2007 — 2-я Московская международная биеннале современного искусства.
- 2011 — Art Chicago with Next, USA (совместно с Еленой Серебряковой).
- 2011 — Basel Selection Art, Sweiss (совместно с Еленой Серебряковой).
- 2011 — Miami Art Asia, USA (совместно с Еленой Серебряковой).

### Выставки Антро Ома (совместно с Юлией Лагус)
- 1996 — Cite Internationale des Arts, Париж, Франция.
- 1997 — Переводы. Международный фестиваль искусств «Скала Галилеи», Маалот, Израиль.
- 1997 — Самсон и Далила сегодня. Инсталляция/перформанс, городской художественный музей, Ашдод, Израиль.
- 1997 — Объект. Инсталляция/перформанс, галерея Гросс, центр им. Дизенгоффа, Тель-Авив, Израиль.
- 1998 — Съедобно! Инсталляция/перформанс, фестиваль «Открытое видео», Тель-Авив, Израиль.
- 1998 — Самсон и Далила. Инсталляция/перформанс, Дом Искусств, Тель-Авив, Израиль.
- 1998 — Играем Босха. Перформанс, Иерусалимский театральный фестиваль, Иерусалим, Израиль.

### Выставки GalaStudio
- 2009 — Феррор. Дом журналиста «Бейт Соколов», Тель-Авив, Израиль.

## Работы находятся в собраниях
- Музей нонконформистского искусства «Пушкинская-10», Санкт-Петербург.
- Музей «Аушра», Вильнюс.
- частные коллекции более 10 стран мира.

## Сочинения
- Галина Блейх. Анаит. СПб, 2008.- 86 с. ISBN 978-5-901495-09-4